# WASP-78
WASP-78 — звезда в созвездии Эридана на расстоянии около 2515 световых лет от нас. Вокруг звезды обращается, как минимум, одна планета.

## Характеристики
WASP-78 представляет собой сошедшую с главной последовательности звезду. Масса звезды равна 2,02 солнечной, радиус — 2,31 солнечного. Температура поверхности звезды составляет приблизительно 6050 кельвинов.

## Планетная система
В 2012 году у звезды обнаружена планета WASP-78 b.